# Futbol Club Rànger's
Il Futbol Club Rànger's è una società calcistica di Andorra la Vella, Andorra.

## Storia
Il Fútbol Club Rànger's fu fondato nel 1981, anche se non iniziò a giocare nel campionato andorrano di calcio prima del 1999. Dopo due anni in Segona Divisió, nel 2001 venne promossa in Primera.
Dopo la promozione la società ha iniziato ad ottenere risultati sempre migliori. Il secondo posto del 2004-2005 è stato seguito da due titoli nazionali nelle successive due stagioni. La società ha fatto il suo esordio nelle competizioni europee nel 2005 quando, per la prima volta, giocò la Coppa Intertoto venendo però eliminata al primo turno dallo Sturm Graz con un passivo complessivo di 6-1, nonostante la gara casalinga si fosse conclusa sull'1-1 (gol di Norberto Urbani).
Dopo la conquista del titolo nazionale si qualificò per la Coppa UEFA venendo eliminata nuovamente al primo turno dal Sarajevo. Nella stagione 2007-2008 si qualifica per la Champions League. Questa esperienza fu tuttavia di breve durata perché i Rànger's vennero eliminati al primo turno della competizione da parte dello Sheriff Tiraspol con un passivo totale di 5-0.
Al termine della stagione 2009-2010 il club è retrocesso in Segona Divisió. Piazzatosi al secondo posto nella stagione successiva ha ottenuto l'immediato ritorno in Primera.

## Palmarès

### Competizioni nazionali
- Campionato di Segona Divisió: 1

2000-2001
- Campionato andorrano: 2

2005-2006, 2006-2007
- Supercoppa d'Andorra: 1

2006

### Altri piazzamenti
- Primera Divisió:

Secondo posto: 2004-2005
Terzo posto: 2003-2004, 2007-2008
- Copa Constitució:

Semifinalista: 2006-2007, 2007-2008, 2025
- Supercoppa d'Andorra:

Finalista: 2007

## Statistiche
1° Pr. = Primo turno preliminare

### Risultati nelle coppe europee
| Stagione  | Competizione     | Turno  | Squadra          | Casa | Trasferta | Totale |
| --------- | ---------------- | ------ | ---------------- | ---- | --------- | ------ |
| 2005      | Coppa Intertoto  | 1° Pr. | Sturm Graz       | 1-1  | 5-0       | 1-6    |
| 2006-2007 | Coppa UEFA       | 1° Pr. | Sarajevo         | 0-2  | 3-0       | 0-5    |
| 2007-2008 | Champions League | 1° Pr. | Sheriff Tiraspol | 0-3  | 2-0       | 0-5    |

## Calcio a 5
Il club ha anche una sezione di calcio a 5 che ha vinto il campionato Andorrano di calcio a 5 negli anni 1996, 1997 e 2000.